# Cyathea cyclodonta
Cyathea cyclodonta là một loài thực vật có mạch trong họ Cyatheaceae. Loài này được (H. Christ) Alderw. mô tả khoa học đầu tiên năm 1908.